# Деги, Мишель
Мише́ль Деги́ (фр. Michel Deguy, 25 мая 1930, Париж — 16 февраля 2022) — французский поэт, эссеист, переводчик, литературный организатор.

## Биография
В 1962—1987 — член редакционного совета крупнейшего парижского издательства «Галлимар», с 1977 издаёт журнал «Поэзия» (получивший в 1997 премию Дидро), председатель Международного философского коллежа (1989—1992), председатель Дома писателей (1992—1998), член Академии Малларме, почётный профессор Университета Париж VIII (Сен-Дени).
Дочь — актриса Мари-Армель Деги.

## Творчество и признание
Кроме книг напряженно-интеллектуальной лирики «Бойницы» (1959), «Стихи с полуострова» (1961), «Желоба» (1964), сборников стихов и прозы «Образы» (1969), «Ответный дар» (1981), ему принадлежат развёрнутые теоретические эссе «Мир Томаса Манна» (1962), «Гробница Дю Белле» (1973), «Брачная машина, или Мариво» (1982), «Поэзия не одинока: Краткий курс поэтики» (1988), «Энергия отчаяния, или О продолжении поэтики любыми средствами» (1998), «Поэтический разум» (2000). Деги — переводчик Сапфо, Данте, Гонгоры, Гёльдерлина, Норвида, Хайдеггера, Целана, Лесама Лимы, Вадима Козового (в соавторстве с Жаком Дюпеном), современных американских поэтов (выпустил в соавторстве с Жаком Рубо антологию «21 американский поэт», 1980). Составитель философских сборников «Рене Жирар и проблема зла» (1982), «На тему „Шоа“» (1990, о документальном фильме Клода Ланцмана) и др. Ему присуждены Большая национальная поэтическая премия (1989), Большая премия сообщества французских писателей (2000), Большая поэтическая премия Французской Академии (2004). Стихи и эссе Деги переведены на английский, немецкий, итальянский, испанский, португальский, польский, венгерский, японский и другие языки мира.

## Произведения
- Les Meurtrières (1959)
- Fragments du cadastre (1960, Премия Фенеона)
- Poèmes de la presqu'île (1962)
- Le Monde de Thomas Mann (1962)
- Biefs (1964)
- Actes (1965)
- Ouï dire (1965)
- Figurations (1969)
- Tombeau de du Bellay (1973)
- Reliefs (1975)
- Jumelages suivi de Made in USA (1978)
- Donnant donnant (1981)
- La Machine matrimoniale ou Marivaux (1982)
- Gisants (1985)
- Brevets (1986)
- Choses de la poésie et affaire culturelle (1987)
- La poésie n’est pas seule (1987)
- Le Comité (1988)
- Arrêts fréquents (1990)
- Axiomatique Rosace (1991)
- Aux Heures d’affluence (1993)
- À ce qui n’en finit pas (1995)
- L’énergie du désespoir (1998)
- La Raison poétique (2000)
- L’Impair (2001)
- Spleen de Paris (2001)
- Poèmes en pensée (2002)
- Un homme de peu de foi (2003)
- Sans retour (2004)
- Au jugé (2004)
- Travaux avant réouverture (2006)
- Le sens de la visite (2006)
- Desolatio (2007)
- Réouverture après travaux (2007)
- L’état de la désunion (2010)
- Écologiques (2012)
- La Pietà Baudelaire (2012)

### Сводные издания
- Poèmes 1960—1970. Paris: Gallimard, 1973
- Poèmes II 1970—1980. Paris: Gallimard, 1986
- Gisants / Poèmes III, 1980—1995. Paris: Gallimard, 1998
- Donnant Donnant, poèmes 1960—1980. Paris: Gallimard, 2006
- Comme si comme ça — Poèmes 1980—2007. Paris: Gallimard, 2012

## На русском языке
- Из сборника «Стихотворения»/ Пер. В.Козового// Новые голоса. Стихи современных французских поэтов. М.: Прогресс, 1981, с.137-152.
- Сравнение — не доказательство// Сегодня, 1994, № 129, 12 июля.
- Отсутствие. Переправа через Лету// Сегодня, 1995, № 179. 21 сентября.
- Нигдейя// Новое литературное обозрение, 1995, № 16, с.59-68.
- [Стихи]/ Пер. В.Козового//Семь веков французской поэзии. СПб: Евразия, 1999, с.668-669.
- «Сделать что-нибудь вместе с Вадимом…» [Памяти Вадима Козового]// Новое литературное обозрение, 1999, № 39, с.207-209.
- Морис Бланшо «Ожидание забвение»//
- Стихотворения I—III. М.: ОГИ, 2005.
- Ватто// Пространство другими словами. Французские поэты XX века об образе в искусстве. СПб: Издательство Ивана Лимбаха, 2005, с. 291—304.
- Посвящается Айги// Дети Ра, 2006, № 11 ().
- Поль Селан. 1990// Пауль Целан: Материалы, исследования, воспоминания. М.: Мосты культуры; Иерусалим: Гешарим, 2007, с. 14-28.

## О нём
- Quignard P. Michel Deguy. Paris: Seghers 1975.
- Loreau M. Michel Deguy, la poursuite de la poésie toute entière. Paris: Gallimard, 1980.
- Bishop M. Michel Deguy. Amsterdam: Rodopi, 1988.
- Moussaron J.-P. La Poésie comme avenir. Montréal; Grenoble: Le griffon d’argile, 1991.
- Le poète que je cherche à être/ Yves Charnet, ed. Paris: Belin; Table ronde, 1996.
- Volat H. Harvey R. Les écrits de Michel Deguy: Bibliographie, 1960—2000. Paris: IMEC, 2002.
- Michel Deguy: l’allégresse pensive/ Martin Rueff, ed. Paris: Belin, 2007
- Макуренкова С. Мишель Деги// Французская литература 1945—1990. М., 1995, с.502-513.
- Дубин Б. Мишель Деги: поэзия как поэтика// Он же. На полях письма: Заметки о стратегиях мысли и слова в XX веке. М.: Emergency Exit, 2005, с.117-122.